# Haloragis brownii
Haloragis brownii är en slingeväxtart som först beskrevs av J. D. Hook., och fick sitt nu gällande namn av Schindler. Haloragis brownii ingår i släktet Haloragis och familjen slingeväxter. Inga underarter finns listade i Catalogue of Life.